# 배드 아트 미술관

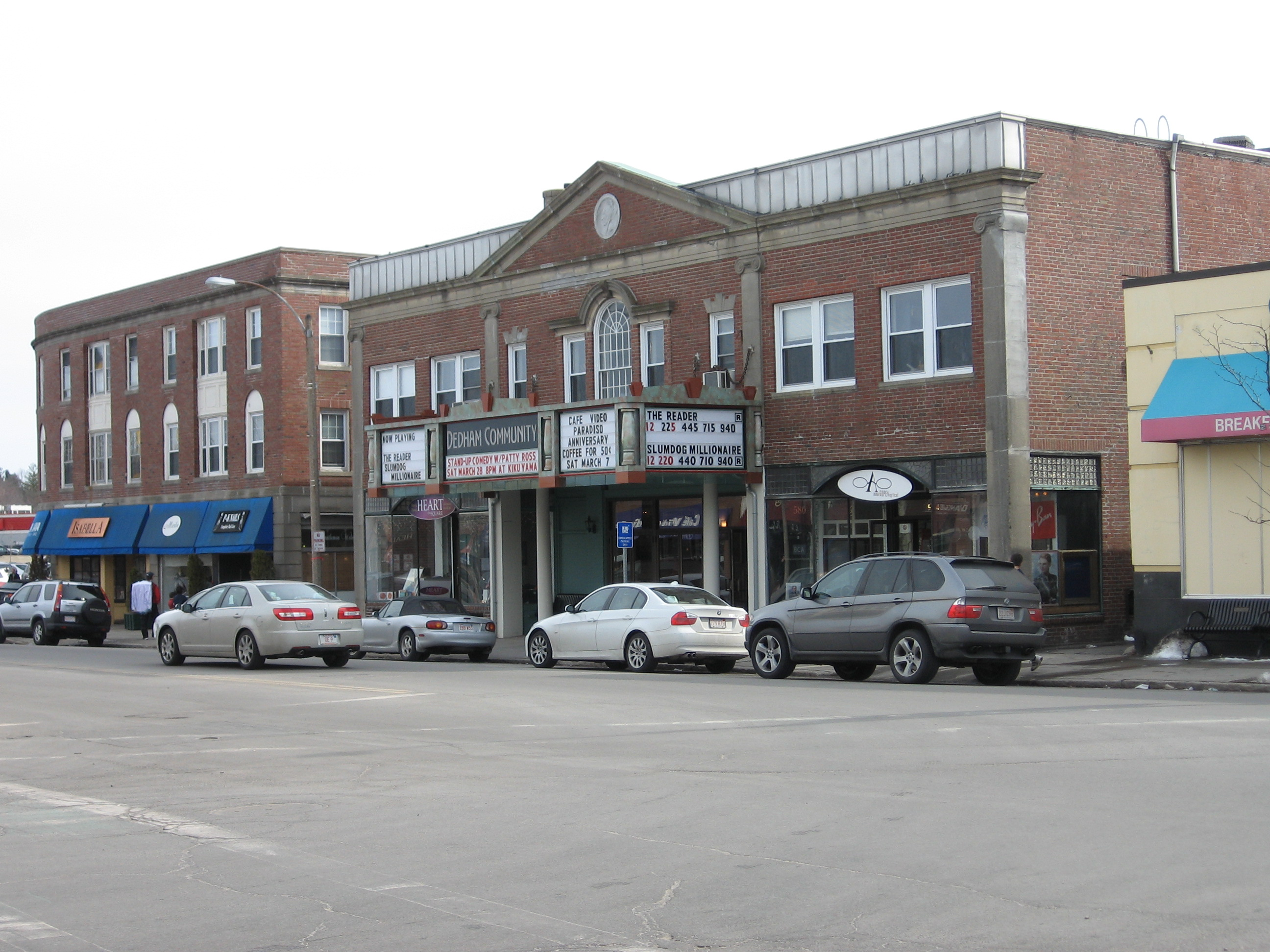

배드 아트 미술관(Museum of Bad Art, MOBA)은 "다른 어떤 곳에서도 전시되지 못하고 진가를 인정받지 못하는 작품을 만들어 낸 예술가의 노고를 기린다."를 이념으로 내거는 사설 미술관으로, 미국 매사추세츠주 데덤, 브루클라인, 서머빌에 분관이 있다.